# 트라이던트 (소프트웨어)
MSHTML은 마이크로소프트 윈도우 버전의 인터넷 익스플로러가 채용하고 있는 레이아웃 엔진의 이름이다. 트라이던트(Trident)로도 알려져 있으며, 1997년 10월에 인터넷 익스플로러 버전 4.0의 출시에 힘입어 처음 도입되고 나서 오늘날까지 꾸준히 업그레이드되어 왔다. 인터넷 익스플로러 버전 7의 경우, 마이크로소프트는 트라이던트 레이아웃에 크나큰 변화를 주어 웹 표준 대응을 개선하고 새로운 기술을 지원하고 있다.
마이크로소프트 엣지 브라우저에서 트라이던트는 EdgeHTML로 대체되었다.

## 소프트웨어 개발의 이용
트라이던트는 소프트웨어 개발자가 자사 응용 프로그램에 웹 브라우징 기능을 쉽게 추가하도록 도와 주는 소프트웨어 구성 요소로 개발되었다. C++, 닷넷과 같이 어떠한 COM 지원 환경에서라도 웹 페이지에 접근하여 편집할 수 있는 컴포넌트 오브젝트 모델의 인터페이스를 제공한다. 이를테면 웹 브라우저 컨트롤은 C++ 프로그램에 추가할 수 있으며 이때 트라이던트는 웹 브라우저에 현재 표시되는 페이지에 접근하는 데 쓰일 수 있으며 구성 요소의 값을 호출한다. 웹 브라우저 컨트롤의 이벤트도 잡아낼 수 있다. 트라이던트의 기능은 mshtml.dll 파일을 소프트웨어 프로젝트에 연결함으로써 사용할 수 있다.

## 버전
| 트라이던트 버전                              | 인터넷 익스플로러 버전 | 참고                                                                |
| -------------------------------------------- | ---------------------- | ------------------------------------------------------------------- |
| 트라이던트 버전 없음 (MSHTML.dll 버전 4.0.x) | IE4                    | 초기 트라이던트 버전                                                |
| 트라이던트 버전 없음 (MSHTML.dll 버전 5.0.x) | IE5                    | CSS1.0 지원 개선, CSS2 렌더링을 크게 변경                           |
| 트라이던트 버전 없음 (MSHTML.dll 버전 5.5.x) | IE5.5                  | CSS 관리 문제 수정                                                  |
| 트라이던트 버전 없음 (MSHTML.dll 버전 6.0.x) | IE6                    | 박스 모델 수정, DTD 전환이 포함된 Quirks mode 추가                  |
| 트라이던트 3.1 (MSHTML.dll 버전 7.0.x)       | IE7                    | 수많은 CSS 렌더링 문제 수정, 부분적인 PNG 알파 채널 지원 추가       |
| 트라이던트 4.0 (MSHTML.dll 버전 8.0.x)       | IE8                    | Acid2 테스트를 통과한 첫 버전                                       |
| 트라이던트 5.0 (MSHTML.dll 버전 9.0.x)       | IE9                    | SVG, XHTML, HTML5 지원 추가                                         |
| 트라이던트 6.0 (MSHTML.dll 버전 10.0.x)      | IE10                   | 더 나은 CSS 3, HTML5, ES5 지원 추가                                 |
| 트라이던트 7.0 (MSHTML.dll 버전 11.0.x)      | IE11                   | WebGL 및 SPDY 지원. HTML5 지원 향상. 속도 향상. 윈도 폰 8.1에 내장. |

## 트라이던트 기반 응용 프로그램
- AOL 인스턴트 메신저
- EA 리크
- 구글 토크
- 라이와이어
- 아반트 브라우저
- 맥스톤
- 마이크로소프트 인포패스
- 마이크로소프트 엔카르타 관련 제품
- 마이크로소프트 컴파일 HTML 도움말
- 마이크로소프트 아웃룩
- 아웃룩 익스프레스
- MSN 메신저 (플래시 기반 윙크, 게임)
- 넷스케이프 브라우저
- 리얼네트웍스
- 토움레이더 (전자책 리더 소프트웨어)
- 밸브사의 스팀
- 윈도우 미디어 플레이어

## 같이 보기
- 인터넷 익스플로러 셸